# Заголодье
Заголодье — деревня в Усвятском районе Псковской области России. Входит в состав Церковищенской волости (с 1995 года, ранее — в Церковищенский сельсовет). 

## География
Находится на юге региона, в западной части района, на северном побережье одноимённого озера и южном (левом) берегу реки Холуйца (у её впадения в р.Усвяча), в 23 км к северо-востоку от райцентра Усвяты, к югу от волостного центра Церковище.
Две улицы: ул. Озёрная  и ул. Поселковая.

## Население
| 2000 | 2001 | 2002 | 2010 |
| ---- | ---- | ---- | ---- |
| 62   | →62  | ↘46  | ↘34  |

Численность населения деревни по оценке на начало 2001 года составляла 62 человека.

## Инфраструктура
Личное подсобное хозяйство.
Почтовое отделение, обслуживающее д. Заголодье — 182583; расположено в волостном центре д. Церковище.

## Транспорт
Просёлочная дорога.